# Tatsuya Fujiwara
Pour les articles homonymes, voir Fujiwara (homonyme).
Tatsuya Fujiwara (藤原 竜也, Fujiwara Tatsuya)) est un acteur japonais, né le 15 mai 1982 à Saitama.

## Biographie
Il est principalement connu pour avoir interprété le rôle principal des films Battle Royale de Kinji Fukasaku et Death note de Shūsuke Kaneko, l'adaptation du manga éponyme.
Il mène également une carrière prolifique au théâtre. Il joue fréquemment sous la direction du metteur en scène Yukio Ninagawa. Ce dernier l'a notamment dirigé dans des pièces shakespeariennes comme Hamlet, Roméo et Juliette et Jules César.

## Filmographie

### Films
- 2000 : Kamen Gakuen de Takashi Komatsu : Dojima Akira
- 2000 : Battle Royale de Kinji Fukasaku : Shûya Nanahara
- 2003 : Battle Royale 2 de Kinji Fukasaku et Kenta Fukasaku : Shûya Nanahara
- 2004 : Moonlight Jellyfish de Kosuke Tsurumi : Terasawa Seiji
- 2006 : Death Note, de Shūsuke Kaneko : Yagami Raito [Light]
- 2006 : Death Note 2: The Last Name de Shūsuke Kaneko : Yagami Raito [Light]
- 2008 : L : Change the World de Hideo Nakata : Yagami Raito [Light]
- 2008 : Chameleon de Junji Sakamoto : Goro Noguchi
- 2008 : Tokyo Daikushu : Oba Hiroto
- 2009 :  Zen (禅 ZEN?)
- 2009 : Kaiji: Jinsei gyakuten gēmu de Toya Sato : Kaiji
- 2010 : TV Show (The Incite Mill) de Hideo Nakata : Yuki Satoshihisa
- 2010 : Parade de Isao Yukisada : Naoki Ihara
- 2011 : Kaiji 2 de Toya Sato : Kaiji
- 2013 : Shield of Straw de Takashi Miike
- 2014 : Monsterz de Hideo Nakata
- 2014 : Rurouni Kenshin - Kyoto Inferno : Makoto Shishio
- 2014 : Rurouni Kenshin - La Fin de la légende : Makoto Shishio
- 2016 : Erased (en) : Satoru Fujinuma
- 2016 : Death Note: Light Up the New World : Yagami Raito [Light]
- 2017 : Confession of Murder : Masato Sonezaki
- 2019 : Ningen shikkaku: Dazai Osamu to san-nin no onnatachi
- 2019 : Diner de Mika Ninagawa : Bombero
- 2020 : Kaiji : Final Game de Toya Sato : Kaiji

### Téléfilms
- 2002 : Sabu de Takashi Miike : Eiji
- 2004 : Shinsengumi! de Kazuhiko Shimizu : Sōji Okita

## Doublage
- 2010 : Arrietty, le petit monde des chapardeurs (anime) : Spiller
- 2019 : Lupin III: The First (anime) : Gerald

## Théâtre

### Sous la direction de Yukio Ninagawa
- 1997-1998 / 2002 / 2008 : Shindoku-maru : Shindokumaru
- 2000 : Tō-ban taki no shiraito : Arida-yaku
- 2000-2001 : Yoroboshi : Shuntoku
- 2003 / 2015 : Hamlet : Hamlet
- 2004-2005 : Roméo et Juliette : Roméo Montaigu
- 2005 : Tenpou Juuninen no Shakespeare : Oji
- 2006 : Oreste : Oreste
- 2009 / 2010 / 2013 / 2014 : Musashi : Miyamoto Musashi
- 2012 : Shitayaman'nenchō monogatari : Yoichi
- 2012 : Hinoura hime monogatari :  Inawaka / Uonama
- 2014 : Jules César : Marc Antoine